# Pontcirq
Pontcirq – miejscowość i gmina we Francji, w regionie Oksytania, w departamencie Lot.
Według danych na rok 1990 gminę zamieszkiwało 141 osób, a gęstość zaludnienia wynosiła 16 osób/km² (wśród 3020 gmin regionu Midi-Pyrénées Pontcirq plasuje się na 922. miejscu pod względem liczby ludności, natomiast pod względem powierzchni na miejscu 1181.).